# حزب دموکراتیک خلق (ازبکستان)
حزب دموکراتیک خلق ازبکستان (به ازبکی: O'zbekistan Xalq Demokratik Partiyasi, O'zXDP) یک حزب سیاسی چپ میانه در ازبکستان است که در سال ۱۹۹۱ تشکیل شد.

## تاریخچه
حزب دموکراتیک خلق در اکتبر ۱۹۹۱ پس از آنکه حزب کمونیست ازبکستان به قطع روابط خود با حزب کمونیست اتحاد جماهیر شوروی و نام خود را تغییر داد تأسیس شد.